# Bacurau-ocelado
Noitibó-ocelado ou bacurau-ocelado (Nyctiphrynus ocellatus) é uma espécie de noitibó da família Caprimulgidae. Tais aves chegam a medir até 21 cm de comprimento, possuindo coloração marrom-anegrada e típicas manchas brancas na barriga. Também são conhecidas pelo nome de bacurau-pintado.
Pode ser encontrada nos seguintes países: Argentina, Bolívia, Brasil, Colômbia, Costa Rica, Equador, Honduras, Nicarágua, Paraguai e Peru.

## Subespécies
São reconhecidas duas subespécies:
- Nyctiphrynus ocellatus lautus (Miller & Griscom, 1925) - leste de Honduras até Nicarágua, Costa Rica e (?) oeste do Panamá.
- Nyctiphrynus ocellatus ocellatus (Tschudi, 1844) - Colômbia até leste do Equador, Peru, Brasil, Paraguai e nordeste da Argentina.